# Adolfo Antonio Suárez Rivera
Adolfo Antonio Suárez Rivera, mehiški duhovnik, škof in kardinal, * 9. januar 1927, San Cristóbal de las Casas, † 22. marec 2008, Monterrey, Mehika.

## Življenjepis
8. marca 1952 je prejel duhovniško posvečenje.
14. maja 1971 je bil imenovan za škofa Tepica; 15. avgusta istega leta je prejel škofovsko posvečenje.
8. maja 1980 je bil imenovan za škofa Tlalnepantle; ustoličen je bil 28. junija istega leta.
8. novembra 1983 je bil imenovan za nadškofa Monterreyja; ustoličen je bil 12. januarja 1984. S tega položaja se je upokojil 25. januarja 2003.
26. novembra 1994 je bil povzdignjen v kardinala in imenovan za kardinal-duhovnika Nostra Signora di Guadalupe a Monte Mario.